# Фестиваль кіно та телебачення країн Африки в Уагадугу
12°22′07″ пн. ш. 1°31′39″ зх. д. / 12.3686° пн. ш. 1.5275° зх. д.

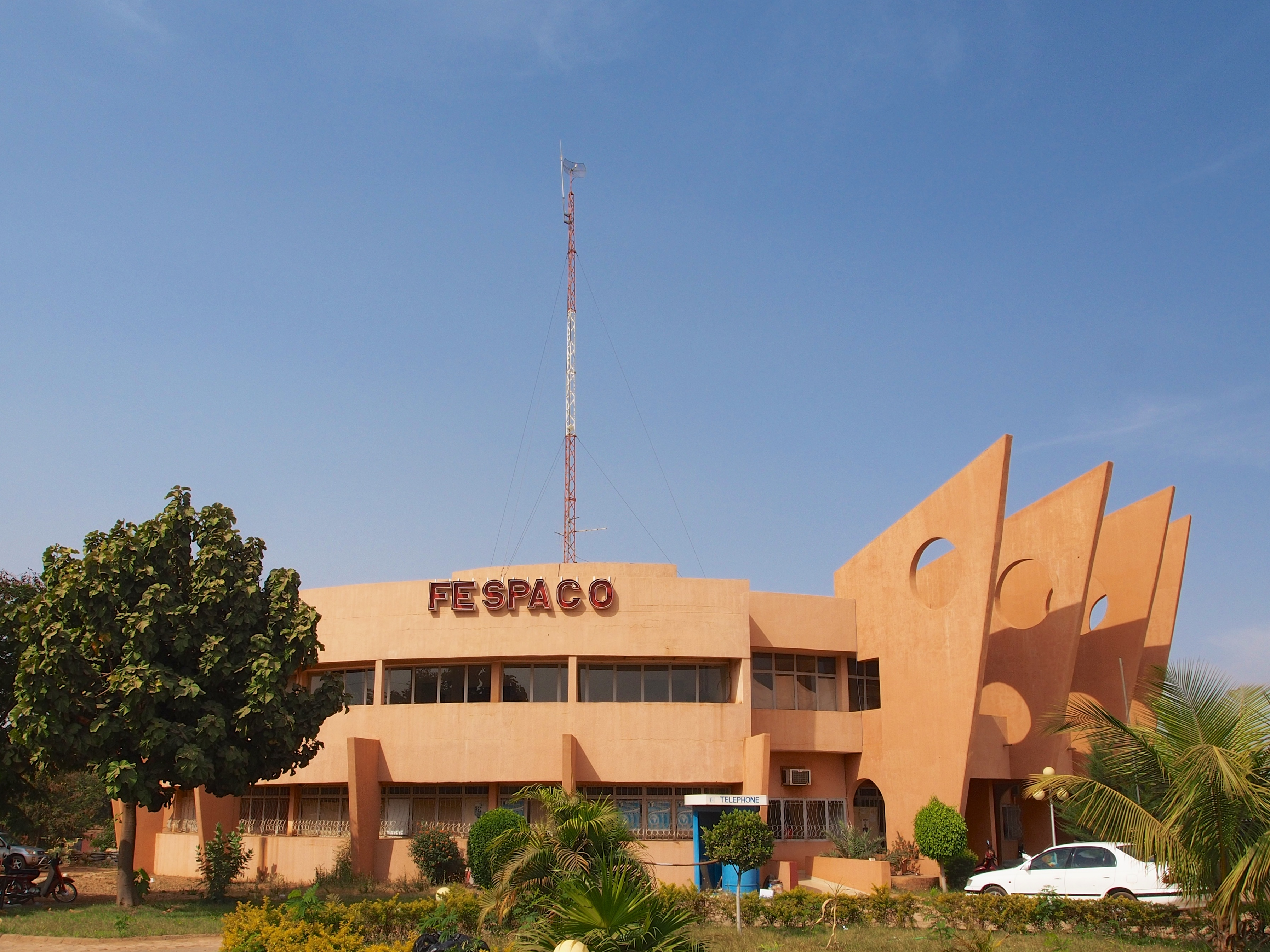
Штаб-квартира FESPACO в Уагадугу

Фестиваль кіно та телебачення країн Африки в Уагадугу(фр. Le Festival Pan-Africain du Cinema et de la Television de Ouagadougou, FESPACO) — найбільший кінофестиваль Африки. Проводиться в Уагадугу, столиці Буркіна-Фасо, в непарні роки. В парні роки замість нього проводиться кінофестиваль в Тунісі. Дата проведення фестивалю встановлюється через два тижні з останньої суботи лютого. Церемонія відкриття проходить на Стадіоні 4-го серпня, всього фестиваль триває 4 дні.
Фестиваль дає професіоналам африканської кіноіндустрії шанс встановлювати робочі взаємини, обмінюватися ідеями і просувати свої роботи. Метою FESPACO заявлено «сприяти розвитку та поширенню африканського кіно як засоби вираження, освіти і підвищення свідомості».

## Історія
Створений в 1969 році, фестиваль кіно і телебачення країн Африки в Уагадугу з часом розвинувся в міжнародно визнане подія не тільки на африканському континенті, а й у світі в цілому. Серед його засновників був Алімата Саламбер, міністр культури Буркіна-Фасо в 1987—1991. Назва FESPACO (фр. Festival Pan-Africain du Cinema et de la Television de Ouagadougou — Панафриканський фестиваль кіно і телебачення в Уагадугу) з'явилася в 1972 році. Урядовим указом від 7 січня 1972 фестивалю була забезпечена державна підтримка. Першим офіційним переможцем в тому ж році став фільм  Le Wazzou Polygame  Нігера режисера Умару Ганда. З цього часу переможцями фестивалю ставали режисери з Камеруна, Марокко, Малі, Кот-д'Івуару, Алжиру, Буркіна-Фасо, Гани, Демократичної Республіки Конго.
При створенні в 1969 році, у фестивалі брали участь тільки 5 африканських країн: Сенегал, Верхня Вольта (Буркіна-Фасо), Берег Слонової Кістки, Нігер і Камерун, а також Франція і Нідерланди. Всього було показано 23 фільми. На другому фестивалі число країн-учасниць збільшилася до дев'яти: Алжир, Туніс, Берег Слонової Кістки, Гвінея, Нігер, Сенегал, Малі, Верхня Вольта і Гана. Цього разу було представлено 40 фільмів.
З 1983 на фестивалі також демонструються досягнення африканського телебачення.
Починаючи з 1985 року, фестиваль вибирав різні теми, першою з яких стала «кіно, люди, звільнення». У 2007 році темою фестивалю було «актор у створенні та просуванні африканських фільмів».
Бюджет фестивалю з часом значно збільшився. Серед спонсорів тепер Буркіна-Фасо, Данія, Фінляндія, Франція, Німеччина, Нідерланди, Швеція, Тайвань, а також такі організації як AIF (ACCT), Програма розвитку ООН, ЮНЕСКО, ЮНІСЕФ, Європейський союз і AFRICALIA.